# 포터급 구축함

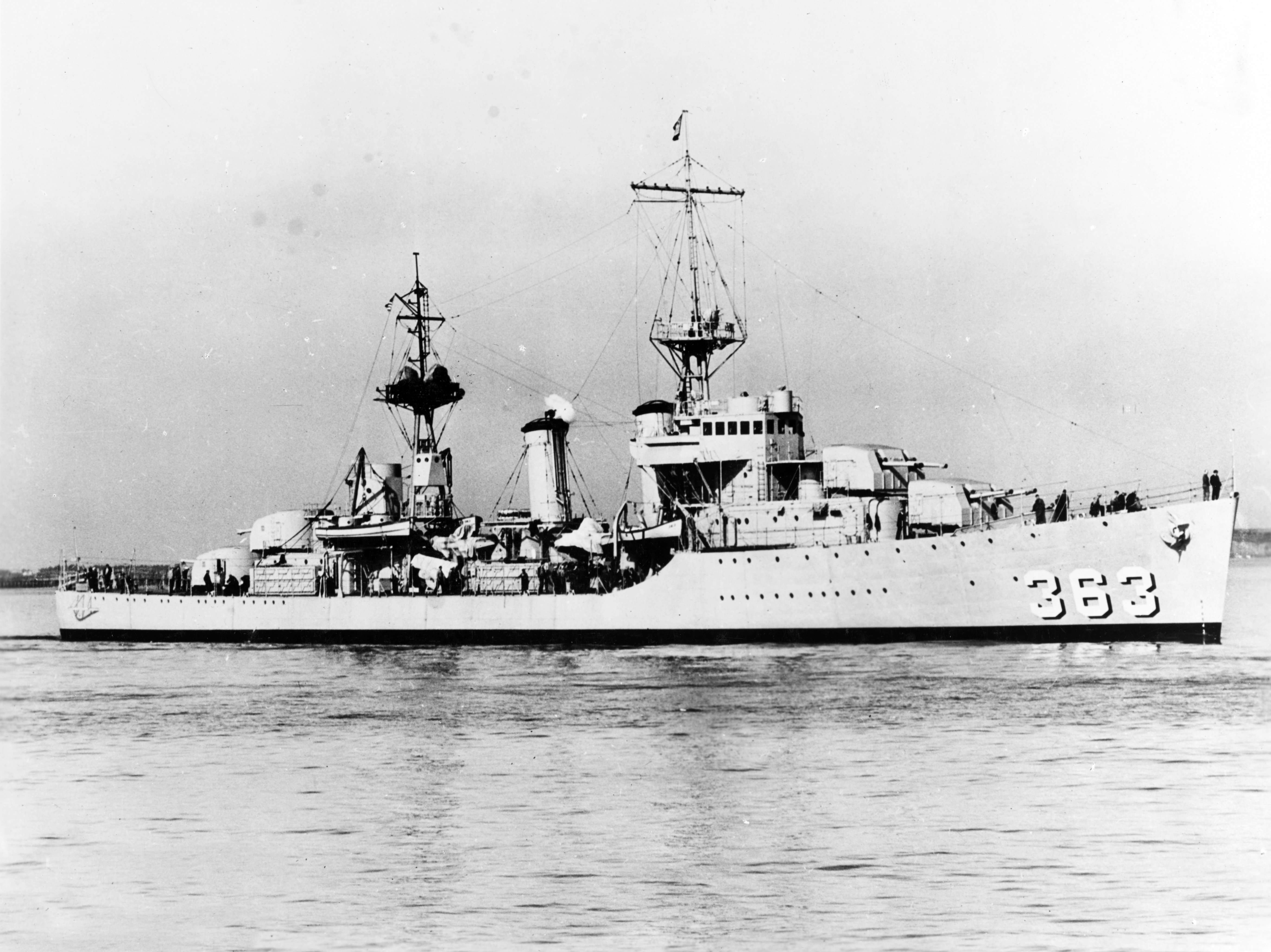
포터급 구축함

포터급 구축함(Porter-class destroyer)은 미국 해군의 1,850톤급 대형 구축함 8척으로 구성되었다. 이전 패러것급과 마찬가지로 1916년 4월 26일 의회에서 건조가 승인되었으나 자금 조달이 상당히 지연되었다. 이 선박은 런던 해군 조약에 의해 부과된 표준 배수량 제한인 1,850톤을 기준으로 설계되었다. 조약의 톤수 제한은 이 크기의 선박 13척을 허용했으며 유사한 소머스급 구축함이 나중에 제한을 충족하기 위해 건조되었다. 처음 4척의 포터가 1933년 뉴저지주 캠든에 있는 뉴욕 조선소에서 건조되었고, 다음 4척은 1934년 매사추세츠주 퀸시의 베들레헴 철강 회사에서 제작되었다. 1937년에 취역한 윈슬로(Winslow)를 제외하고 모두 1936년에 취역했다. 이 함함들은 당시 일본 제국 해군이 건조 중이던 대형 후부키급 구축함에 대응하여 건조되었으며 처음에는 소함대 리더(leader)로 지정되었다. 이 배들은 제2차 세계 대전, 태평양 전쟁, 대서양 전투, 아메리카 대륙에서 광범위하게 복무했다. 포터는 1942년 10월 26일 산타 크루즈 제도 전투에서 클래스의 유일한 손실이었다.